# Mariestads FK
Mariestads Friluftsklubb bildades den 11 februari 1960 som en utbrytning från den tidigare orienteringssektionen i Mariestads AIF. Föreningen har sin bas på friluftsgården Snapen, ca 4 km nordost om Mariestad.
Klubben arrangerade SM i sprintorientering den 1 maj 2008. Tävlingen avgjordes i centrala Mariestad med en kvaltävling på förmiddagen och finaler på eftermiddagen. Arena var uppbyggd i Alhagen med Vadsbogymnasiet som samlingsplats. Vann gjorde Emil Wingstedt, Växjö OK, i herrklassen och Lena Eliasson, Stora Tuna OK, i damklassen.
I augusti 2010 ska klubben arrangera Ungdomens-tiomila tillsammans med OK Amne (Gullspång), SOK Träff (Karlsborg), OK Skogsstjärnan (Töreboda), OK Klyftamo (Götene) samt Istrums SK. Tävlingen kommer att avgöras vid Sparresäters skogsbruksskola utanför Lerdala, samma målområde användes också vid 1991 års tävling. På samma karta har det tidigare arrangerats både en etapp i O-Ringens 5-dagars och SM Ultralång.

## Större framgångar
- 1997 - 14:e Tiomilas ungdomsbudkavle.
- 1997 - 4:a Ungdomens 10-mila, bästa svenska lag.
- 1997 - 2:a Smålandskavlen H18 klassen, bästa svenska lag. Lag 2 kom på 14:e plats och var med det bästa andralag i tävlingen.
- 2006 - 1:a 10-mila, veteranklassen.

Förutom orientering ingår även längdskidåkning i klubbens verksamhet.